# San Luis (Misuri)
San Luis (en inglés, Saint Louis, en francés, Saint-Louis) es una ciudad independiente del estado de Misuri, Estados Unidos. Está ubicada sobre la orilla derecha del río Misisipi —que la separa del estado de Illinois—, poco después de la confluencia de este con el río Misuri. Con 315 685 habitantes en 2015 era la segunda ciudad más poblada del estado —por detrás de Kansas City— y es el centro cultural y económico del Gran San Luis con 2 812 896 habs. (la 18.ª mayor área metropolitana del país).
La ciudad de San Luis, una entidad separada del condado de San Luis, contribuye con 348 189 habs. Su población ha ido disminuyendo desde los años 1950 por el desplazamiento hacia los suburbios del condado de San Luis (1 016 315), condado de Saint Charles (283 883), condado de Franklin (93 070) y condado de Jefferson (198 990) en Misuri; y condado de Madison (258 041), condado de Saint Clair (256 082) y condado de Monroe (27 019) en Illinois.

## Historia

### Cultura misisipiana

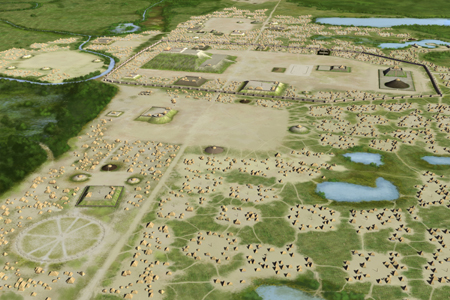
Concepción artística de la cultura misisipiana de Cahokia Mounds

El área que se convertiría en la ciudad de San Luis era originalmente un centro de la cultura misisipiana, que construyó numerosos montículos de terraplenes residenciales y de templos a ambos lados del río Misisipi. Su principal centro regional estaba en Cahokia Mounds, activo desde 900 hasta 1500. Debido a numerosos movimientos de tierra importantes dentro de los límites de San Luis, la ciudad fue apodada como la "Mound City". Estos montículos fueron demolidos en su mayoría durante el desarrollo de la ciudad. Las tribus históricas de nativos americanos de la zona incluían al pueblo osage de habla siouan, cuyo territorio se extendía hacia el oeste, y los illiniwek.

### Luisiana francesa
La exploración europea del área se registró por primera vez en 1673, cuando los exploradores franceses Louis Jolliet y Jacques Marquette viajaron por el valle del río Misisipi. Cinco años después, La Salle reclamó la región para Francia como parte de Luisiana.
Los primeros asentamientos europeos en el área se construyeron en el país de los Ilinueses (pays des Illinois) (también conocido como Alta Luisiana) en el lado este del río Misisipi durante los años 1690 y principios de 1700 en Cahokia, Kaskaskia y Fort de Chartres. Migrantes de las aldeas francesas en el lado opuesto del río Misisipi (p. Ej. Kaskaskia) fundaron Ste. Genevieve en los años 1730.

### Luisiana española
En 1764, después de que Francia perdiera la guerra de los Siete Años, Pierre Laclède y su hijastro Auguste Chouteau fundaron lo que se convertiría en la ciudad de San Luis en la Luisiana española. Las familias francesas construyeron la economía de la ciudad en el comercio de pieles con los Osage, así como con tribus más distantes a lo largo del río Misuri. Los hermanos Chouteau ganaron el monopolio de España sobre el comercio de pieles con Santa Fe. Los colonos franceses utilizaron esclavos africanos como sirvientes domésticos y trabajadores en la ciudad.
Francia, alarmada de que Gran Bretaña exigiera posesiones francesas al oeste del Misisipi y la cuenca del río Misuri después de perder Nueva Francia ante ellos en 1759-1760, las transfirió a España y está la convirtió como parte del Virreinato de Nueva España dentro de la gobernación de la Capitanía General de Cuba. Estas áreas permanecieron en posesión española hasta 1803. En 1780, durante la guerra de Independencia de los Estados Unidos, San Luis fue atacado por fuerzas británicas, en su mayoría aliados nativos americanos, en la batalla de San Luis.

#### Fundación de la ciudad

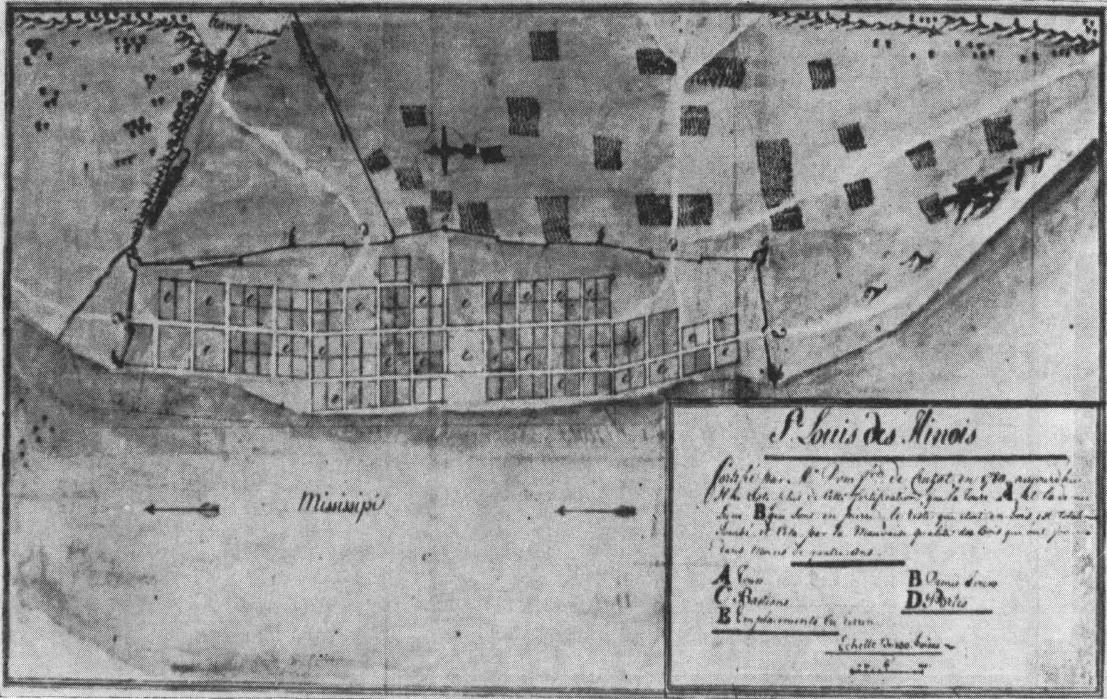
Un mapa de Saint-Louis des Illinois en 1780. De los archivos de Sevilla, España

La fundación de San Luis fue precedida por un negocio comercial entre Gilbert Antoine de St. Maxent y Pierre Laclède en el otoño de 1763. St. Maxent invirtió en una expedición por el río Misisipi dirigida por Laclède, quien buscó una ubicación para basar las operaciones de comercio de pieles de la compañía. Aunque Ste. Genevieve ya estaba establecida como un centro comercial, buscó un lugar menos propenso a las inundaciones. Encontró un área elevada con vistas a la llanura aluvial del río Misisipi, no muy al sur de su confluencia con los ríos Misuri e Illinois. Además de tener un sistema de drenaje natural ventajoso, había áreas boscosas cercanas para suministrar madera y pastizales que podrían convertirse fácilmente para fines agrícolas. Este lugar, declaró Laclède, "podría convertirse, en el futuro, en una de las mejores ciudades de América". Envió a su hijastro de 14 años, Auguste Chouteau, al sitio, con el apoyo de 30 colonos en febrero de 1764.
Laclède llegó al futuro sitio de la ciudad dos meses después y elaboró un plan para San Luis basado en el plano de las calles de Nueva Orleans. El tamaño de bloque predeterminado era de 73 por 91 m, con solo tres largas avenidas paralelas a la orilla oeste del Misisipi. Estableció un corredor público de 91 m frente al río, pero luego esta área fue liberada para desarrollo privado.

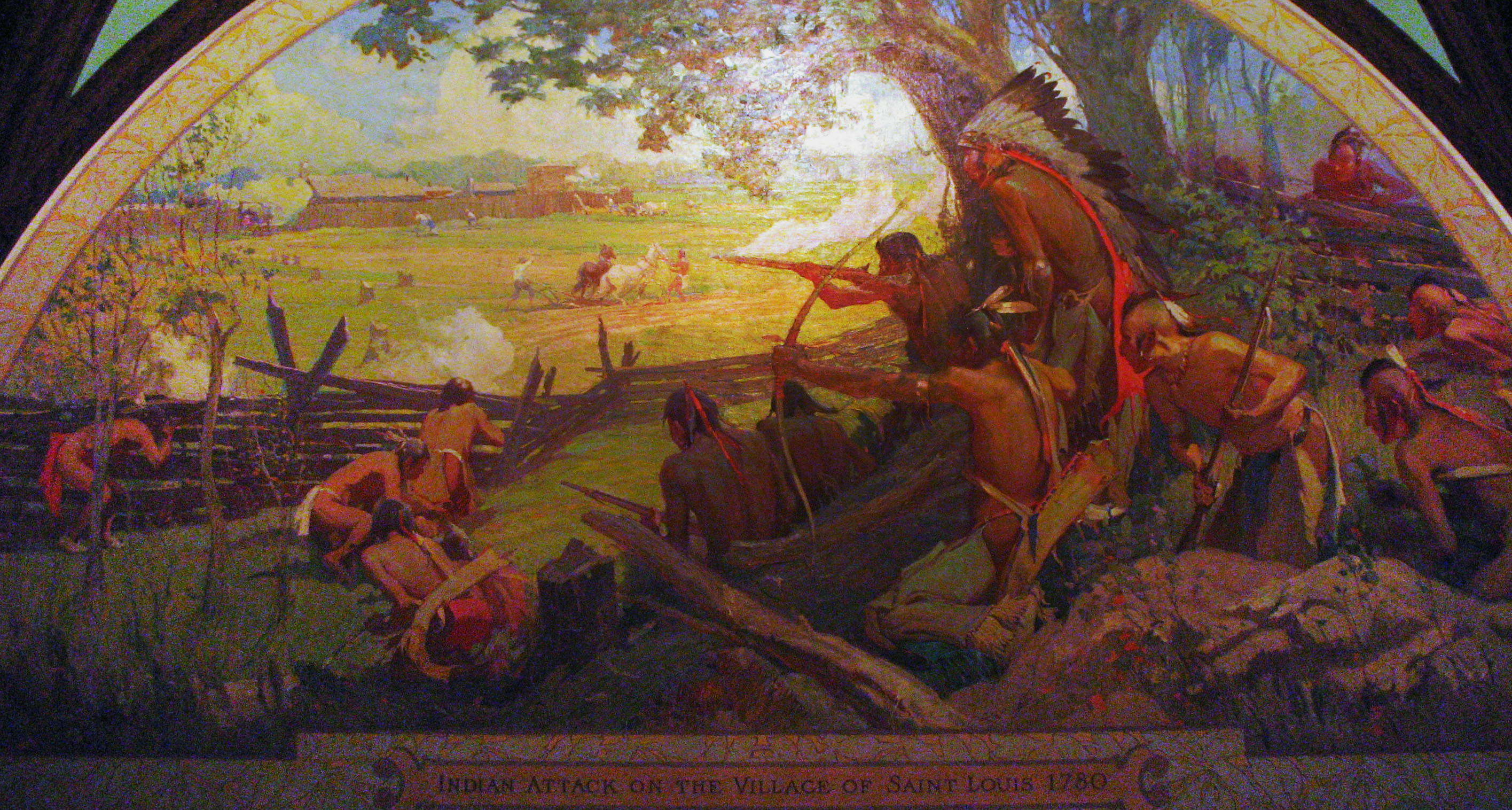
En 1780, durante la Guerra de Independencia la ciudad sufrió la Batalla de San Luis.

Durante los primeros años de existencia de San Luis, la ciudad no fue reconocida por ninguno de los gobiernos. Es durante estos años, cuando España gobernaba el gran territorio de la Luisiana que la ciudad fue conocida como San Luis de Ilinueses. Aunque se pensaba que el asentamiento estaba bajo el control del gobierno español, nadie afirmó ninguna autoridad sobre él y, por lo tanto, San Luis no tenía gobierno local. Este vacío llevó a Laclède a asumir el control civil, y todos los problemas se resolvieron en escenarios públicos, como reuniones comunales. Además, Laclède otorgó a los nuevos colonos lotes en la ciudad y el campo circundante. En retrospectiva, muchos de estos colonos originales pensaron en estos primeros años como "la edad de oro de San Luis".

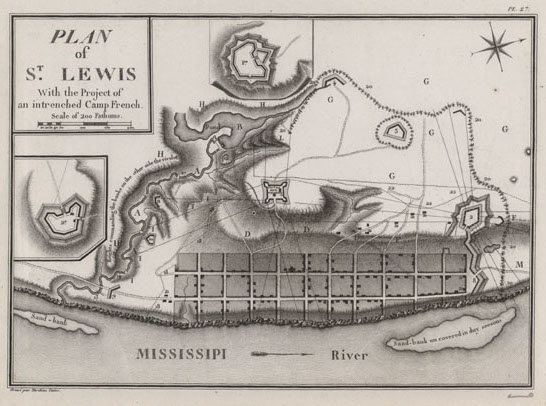
Un mapa que representa la ciudad de San Luis en los años 1790, entonces parte de la Luisiana española

En 1765, la ciudad comenzó a recibir visitas de representantes de los gobiernos inglés, francés y español. Los indios de la zona expresaron su descontento por estar bajo el control de las fuerzas británicas. Uno de los grandes jefes de Ottawa, Pontiac, estaba enojado por el cambio de poder y la posibilidad de que los británicos entraran en sus tierras. Deseaba luchar contra ellos, pero muchos de los habitantes de San Luis se negaron. De 1767 data la fundación de la población de Carondelet al sur de San Luis, que fue anexada como barrio en 1870.

### Luisiana (Nueva Francia)
San Luis fue transferido a la Primera República Francesa en 1800 (aunque todas las tierras coloniales continuaron siendo administradas por funcionarios españoles).

### Territorio de Luisiana
Más tarde, fue vendida por los franceses a los Estados Unidos en 1803 como parte de la Compra de Luisiana. San Luis se convirtió en la capital y la puerta de entrada al nuevo territorio de Luisiana. En ese entonces la población de San Luis era de 1000 habitantes.
Poco después de que se realizó la transferencia oficial de autoridad, el presidente Thomas Jefferson encargó la expedición de Lewis y Clark. La expedición partió de San Luis en mayo de 1804 a lo largo del río Misuri para explorar el vasto territorio. Había esperanzas de encontrar una ruta fluvial hacia el océano Pacífico, pero el grupo tuvo que viajar por tierra en el Alto Oeste. Llegaron al océano Pacífico a través del río Columbia en el verano de 1805. Regresaron y llegaron a San Luis el 23 de septiembre de 1806. Tanto Lewis como Clark vivieron en San Luis después de la expedición. Muchos otros exploradores, colonos y cazadores (como Ashley's Hundred ) tomarían más tarde una ruta similar hacia el oeste.
La ciudad eligió a sus primeros legisladores municipales (llamados fideicomisarios) en 1808.

### Estado de Luisiana
Los barcos de vapor llegaron por primera vez a San Luis en 1817, mejorando las conexiones con Nueva Orleans y los mercados del este. Misuri fue admitido como estado en 1821. San Luis se incorporó como ciudad en 1822 y continuó desarrollándose en gran parte debido a sus ajetreados puertos y conexiones comerciales. En 1826 se construyó el primer palacio de justicia de San Luis una fachada de piedra de estilo federal con un pórtico redondeado.
Los inmigrantes de Irlanda y Alemania llegaron a San Luis en cantidades significativas a partir de los años 1840. La población de San Luis creció de menos de 20 000 habitantes en 1840 a 77 860 en 1850, a más de 160 000 en 1860. A mediados de los años 1800, San Luis tenía una población mayor que Nueva Orleans.

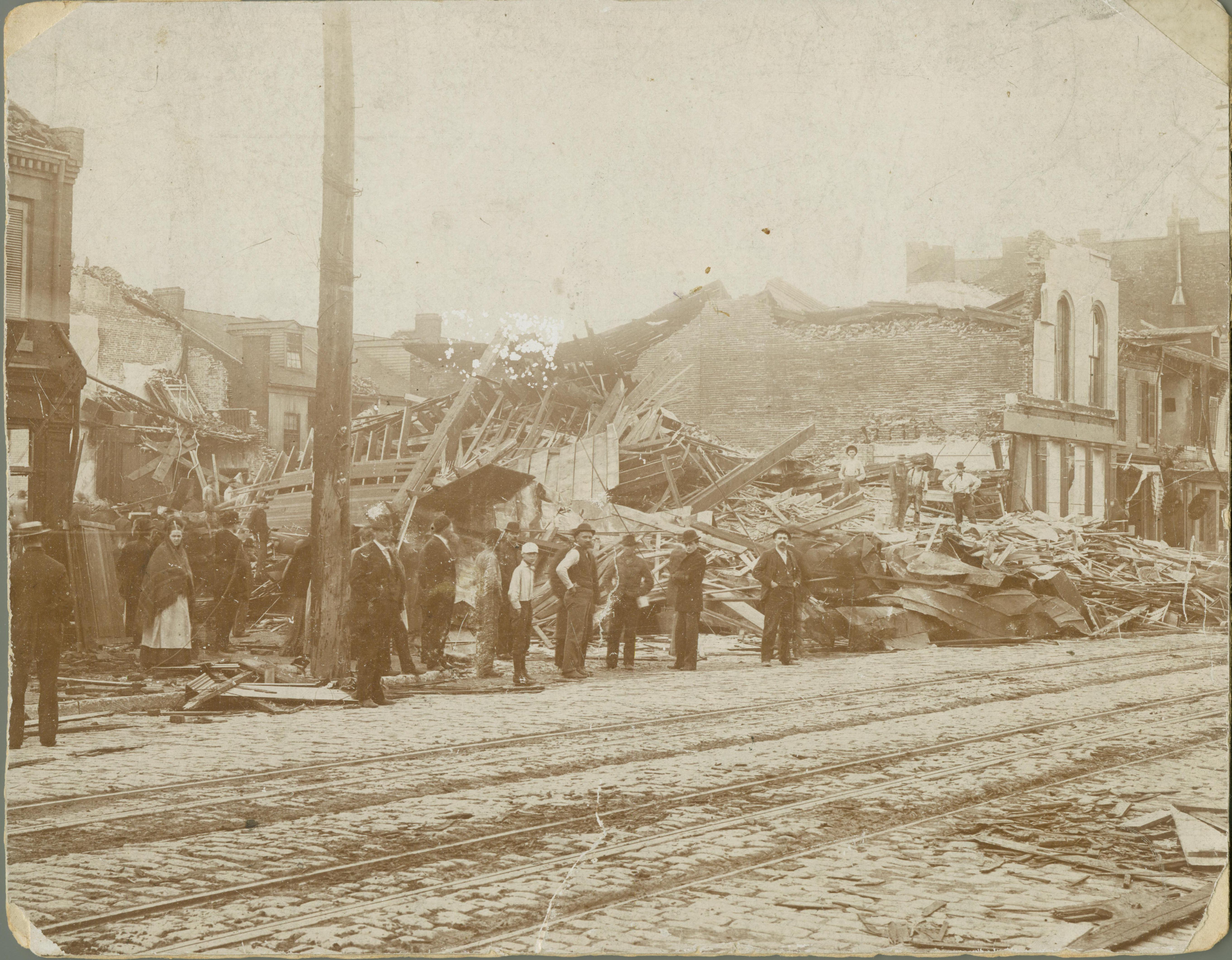
South Broadway después de un tornado el 27 de mayo de 1896

Establecida por muchos sureños en un estado esclavista, la ciudad se dividió en simpatías políticas y se polarizó durante la guerra civil estadounidense. En 1861, 28 civiles murieron en un enfrentamiento con las tropas de la Unión. La guerra afectó económicamente a San Luis, debido al bloqueo de la Unión del tráfico fluvial hacia el sur en el río Misisipi. El Arsenal de San Luis construyó acorazados para la Union Navy.

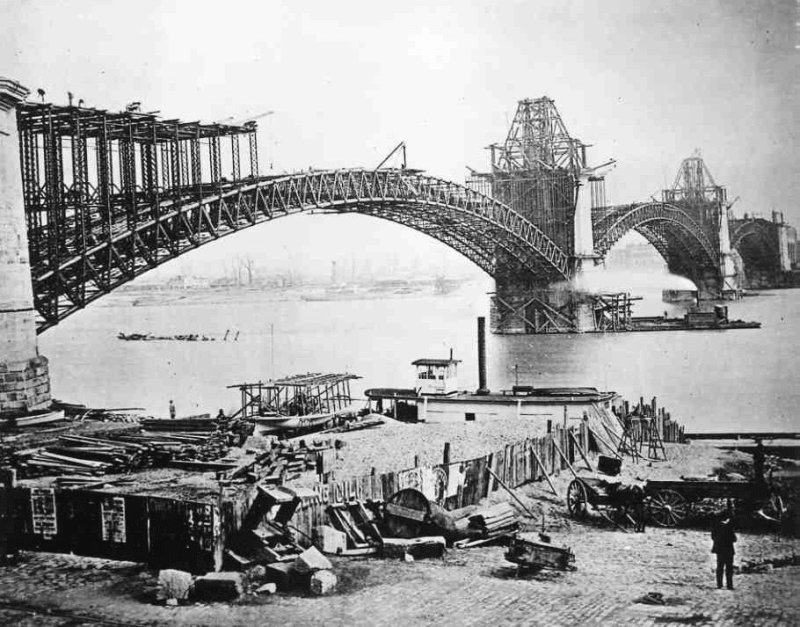
Construcción del Puente Eads en los años 1870

Los esclavos trabajaron en muchos trabajos en la zona ribereña, así como en los barcos fluviales. Dada la ubicación de la ciudad cerca del estado libre de Illinois y otros, algunos esclavos escaparon a la libertad. Otros, especialmente mujeres con niños, demandaron en los tribunales en juicios de libertad, y varios abogados locales prominentes ayudaron a esclavos en estos juicios. Aproximadamente la mitad de los esclavos lograron la libertad en cientos de juicios antes de la guerra civil estadounidense. La imprenta del abolicionista Elijah Parish Lovejoy fue destruida por tercera vez por la gente del pueblo. Fue asesinado al año siguiente en la cercana Alton, Illinois.
Después de la guerra, San Luis se benefició a través del comercio con Occidente, ayudado por la finalización en 1874 del Puente Eads, llamado así por su ingeniero de diseño. Los desarrollos industriales en ambas orillas del río estaban unidos por el puente, el segundo en el Medio Oeste sobre el río Misisipi después del puente de Hennepin Avenue en Mineápolis. El puente conecta San Luis, Misuri con East San Luis, Illinois. El puente Eads se convirtió en una imagen simbólica de la ciudad de San Luis, desde el momento de su construcción hasta 1965 cuando se construyó el puente Gateway Arch. El puente cruza la orilla del río San Luis entre Laclede's Landing, al norte, y los terrenos del Gateway Arch, al sur. Hoy en día se ha restaurado el tablero de la vía, permitiendo que el tráfico de vehículos y peatones cruce el río. El sistema de tren ligero San Luis MetroLink ha utilizado la plataforma del tren desde 1993. Se estima que 8500 vehículos lo atraviesan diariamente.
El 22 de agosto de 1876, la ciudad de San Luis votó para separarse del condado de San Luis y convertirse en una ciudad independiente y, tras un recuento de votos en noviembre, lo hizo oficialmente en marzo de 1877. La producción industrial siguió aumentando a finales del siglo XIX. Se establecieron grandes corporaciones como la cervecería Anheuser-Busch y la empresa Ralston-Purina. San Luis también fue la sede de la Desloge Consolidated Lead Company y de varias compañías de automóviles de la era de latón como la Success Automobile Manufacturing Company; El Wainwright Building, uno de los primeros rascacielos del mundo, fue diseñado por Dankmar Adler y Louis Sullivan y construido en San Luis entre 1890 y 1891.

### SigloXX
En 1904, la ciudad fue sede de la Exposición Universal y los Juegos Olímpicos, convirtiéndose en la primera ciudad no europea en albergar los juegos. Las instalaciones y estructuras permanentes que quedan de la feria se encuentran en Forest Park, y otras estructuras notables dentro de los límites del parque incluyen el Museo de Arte de St. Louis, el Zoológico de St. Louis y el Museo de Historia de Misuri, así como el Tower Grove Park y el Botanical Jardines.

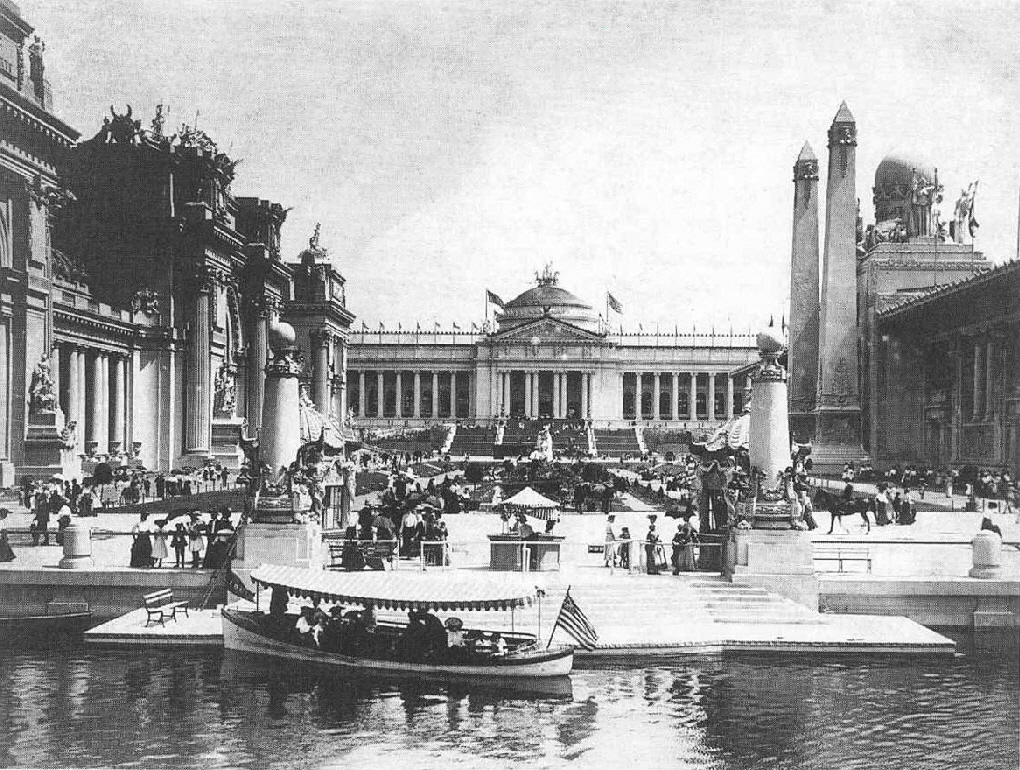
El edificio del gobierno en la Feria Mundial de 1904

Después de la Guerra Civil, la discriminación social y racial en la vivienda y el empleo era común en San Luis. En 1916, durante la era de Jim Crow, San Luis aprobó una ordenanza de segregación residencial que decía que si el 75% de los residentes de un vecindario eran de una determinada raza, no se permitía que se mudara nadie de otra raza. Esa ordenanza fue anulada en una impugnación judicial por la NAACP, por lo que los racistas inventaron pactos raciales, que impedían la venta de casas en ciertos vecindarios a "personas que no eran de raza caucásica". Una vez más, los habitantes de San Luis presentaron una demanda en impugnación, y la Corte Suprema de los Estados Unidos declaró inconstitucionales tales pactos en 1948 en Shelley v. Kraemer.

El Southwestern Bell Building fue el edificio más alto de la ciudad desde 1926 hasta 1929.

En la primera mitad del siglo XX, San Luis fue un destino de la Gran Migración de afroamericanos del sur rural en busca de mejores oportunidades. Durante la Segunda Guerra Mundial, la NAACP hizo campaña para integrar las fábricas de guerra. En 1964, los activistas de derechos civiles protestaron por la construcción del Gateway Arch para dar a conocer su esfuerzo por lograr que los afroamericanos ingresaran a los sindicatos especializados, donde estaban subrepresentados. El Departamento de Justicia presentó la primera demanda contra los sindicatos en virtud de la Ley de derechos civiles de 1964.
En la primera parte del siglo, San Luis tuvo uno de los aires más contaminados de Estados Unidos. En abril de 1940, la ciudad prohibió el uso de carbón blando extraído en estados cercanos. La ciudad contrató inspectores para asegurarse de que solo se quemara antracita. Esto contribuyó a una importante mejoría de la calidad del aire.
La segregación educativa de jure continuó en los años 1950, y la segregación de facto continuó en los años 1970, lo que llevó a una impugnación judicial y un acuerdo de desegregación entre distritos. Los estudiantes han sido transportados en autobús principalmente desde la ciudad a los distritos escolares del condado para tener oportunidades de clases integradas, aunque la ciudad ha creado escuelas magnet para atraer estudiantes.

San Luis, como muchas ciudades del medio oeste, se expandió a principios del siglo XX debido a la industrialización, que proporcionó empleo a las nuevas generaciones de inmigrantes y migrantes del sur. Alcanzó su población máxima de 856,796 en el censo de 1950. La suburbanización desde los años 1950 hasta la de 1990 redujo drásticamente la población de la ciudad, al igual que la reestructuración de la industria y la pérdida de puestos de trabajo. 

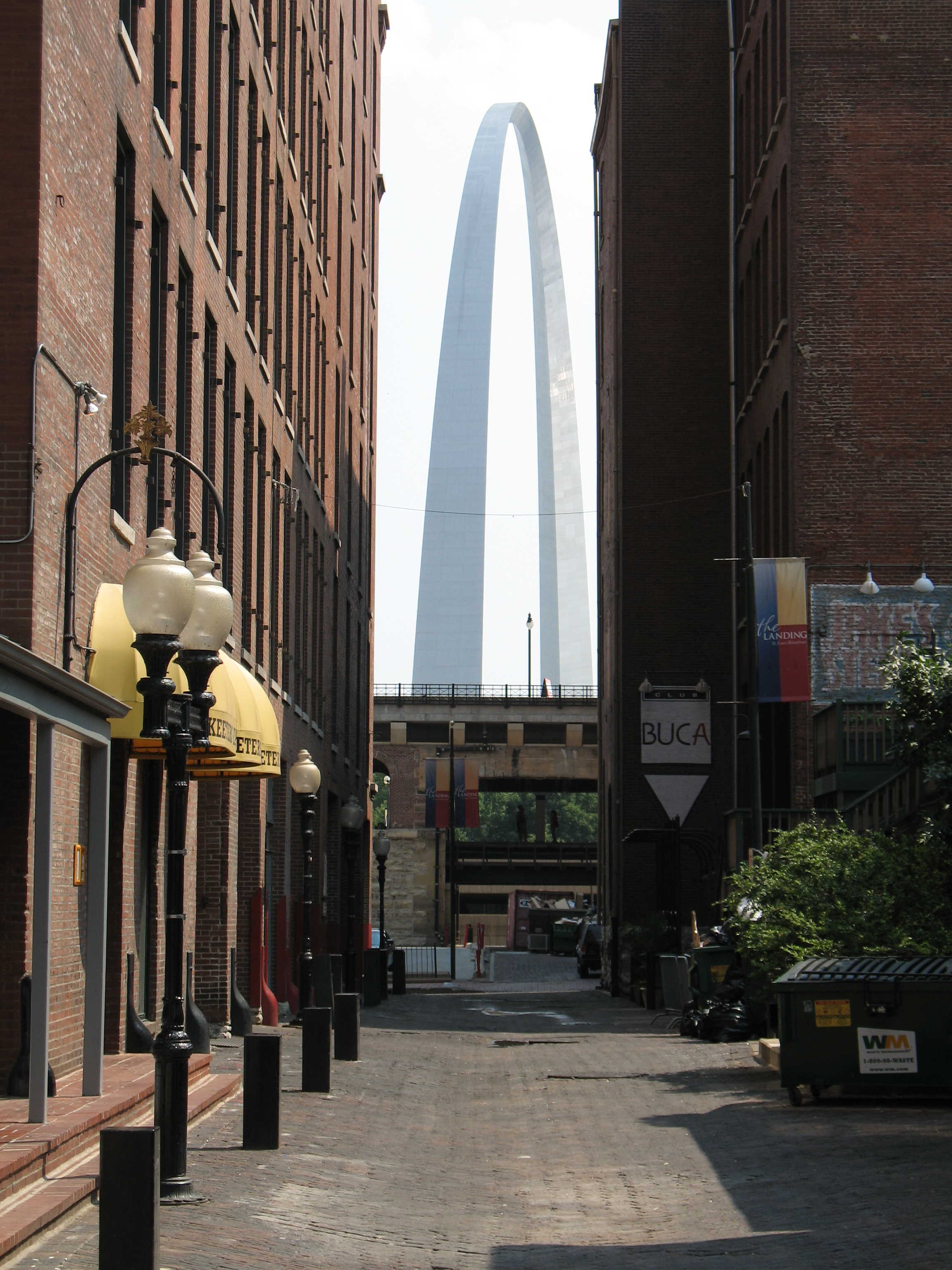
Vista del Arco Gateway (terminado en 1965) desde Laclede's Landing.

Los efectos de la suburbanización se vieron exacerbados por el pequeño tamaño geográfico de San Luis debido a su decisión anterior de convertirse en una ciudad independiente, y perdió gran parte de su base impositiva. Durante los siglos XIX y XX, la mayoría de las ciudades importantes se anexaron agresivamente las áreas circundantes, ya que el desarrollo residencial se produjo fuera del centro de la ciudad; sin embargo, San Luis no pudo hacerlo.
Se construyeron varios proyectos de renovación urbana en los años 1950, mientras la ciudad trabajaba para reemplazar viviendas viejas y deficientes. Algunos de ellos estaban mal diseñados y dieron lugar a problemas. Un ejemplo destacado fue eñ proyecto Pruitt-Igoe diseñado por el arquitecto Minoru Yamasaki, el cual se convirtió en un símbolo del fracaso en la vivienda pública y fue demolido menos de dos décadas después de su construcción. Dentro de los esfuerzos por rehabilitar el centro de San Luis está la construcción en 1965 del Arco Gateway en el sitio de la fundación de la ciudad a orillas del Misisipi.
Desde los años 1980, varios esfuerzos de revitalización se han centrado en el centro de San Luis.

### SigloXXI
En 2000, se inauguró el Palacio de Justicia Thomas F. Eagleton, el más grande de todo el país.
La revitalización urbana continuó en el nuevo siglo. La gentrificación ha tenido lugar en los vecindarios del Distrito Histórico de Washington Avenue, Central West End y Forest Park Southeast. Esto ayudó a San Luis a ganar el Premio al Liderazgo Mundial por la renovación urbana en 2006. En 2017, la Oficina del Censo de Estados Unidos Estimó que San Luis tenía una población de 308 826 habitantes, lo que es inferior a la población de 319,371 en 2010.A 2024 San Luis era una de las ciudad más violenta de Estados Unidos y la 15º más violenta de América.
En el siglo XXI, en San Luis vive el 11% de la población metropolitana total (las 20 principales áreas metropolitanas de Estados Unidos tienen un promedio del 24% de su población en sus ciudades centrales. San Luis creció levemente a principios de los años 2000, pero perdió población entre 2000 y 2010. La inmigración ha continuado y la ciudad atrae a vietnamitas, latinoamericanos predominantemente de México y bosnios, que constituyen la comunidad bosnia más grande fuera de Bosnia.

## Geografía
San Luis se encuentra ubicado en las coordenadas 38°37′48″N 90°12′0″O / 38.63000, -90.20000. Según la Oficina del Censo, la localidad tiene un área total de 171,3 km² (66,1 mi²), de la cual 160,4 km² (61,9 mi²) es tierra y 11 km² (4,2 mi²) (6.39 %) es agua.

### Clima
| Parámetros climáticos promedio de St. Louis, Misuri (Aeropuerto Internacional Lambert), normales 1991−2020, extremos 1874−presente | Parámetros climáticos promedio de St. Louis, Misuri (Aeropuerto Internacional Lambert), normales 1991−2020, extremos 1874−presente | Parámetros climáticos promedio de St. Louis, Misuri (Aeropuerto Internacional Lambert), normales 1991−2020, extremos 1874−presente | Parámetros climáticos promedio de St. Louis, Misuri (Aeropuerto Internacional Lambert), normales 1991−2020, extremos 1874−presente | Parámetros climáticos promedio de St. Louis, Misuri (Aeropuerto Internacional Lambert), normales 1991−2020, extremos 1874−presente | Parámetros climáticos promedio de St. Louis, Misuri (Aeropuerto Internacional Lambert), normales 1991−2020, extremos 1874−presente | Parámetros climáticos promedio de St. Louis, Misuri (Aeropuerto Internacional Lambert), normales 1991−2020, extremos 1874−presente | Parámetros climáticos promedio de St. Louis, Misuri (Aeropuerto Internacional Lambert), normales 1991−2020, extremos 1874−presente | Parámetros climáticos promedio de St. Louis, Misuri (Aeropuerto Internacional Lambert), normales 1991−2020, extremos 1874−presente | Parámetros climáticos promedio de St. Louis, Misuri (Aeropuerto Internacional Lambert), normales 1991−2020, extremos 1874−presente | Parámetros climáticos promedio de St. Louis, Misuri (Aeropuerto Internacional Lambert), normales 1991−2020, extremos 1874−presente | Parámetros climáticos promedio de St. Louis, Misuri (Aeropuerto Internacional Lambert), normales 1991−2020, extremos 1874−presente | Parámetros climáticos promedio de St. Louis, Misuri (Aeropuerto Internacional Lambert), normales 1991−2020, extremos 1874−presente | Parámetros climáticos promedio de St. Louis, Misuri (Aeropuerto Internacional Lambert), normales 1991−2020, extremos 1874−presente |
| Mes | Ene. | Feb. | Mar. | Abr. | May. | Jun. | Jul. | Ago. | Sep. | Oct. | Nov. | Dic. | Anual |
| --- | --- | --- | --- | --- | --- | --- | --- | --- | --- | --- | --- | --- | --- |
| Temp. máx. abs. (°C) | 25 | 29.4 | 33.3 | 33.9 | 36.7 | 42.2 | 46.1 | 43.3 | 40 | 34.4 | 30 | 24.4 | 46.1 |
| Temp. máx. media (°C) | 4.7 | 7.7 | 13.7 | 20 | 25.1 | 29.9 | 32 | 31.3 | 27.3 | 20.7 | 13.1 | 6.9 | 19.3 |
| Temp. media (°C) | 0.1 | 2.6 | 8.1 | 14.2 | 19.7 | 24.7 | 26.9 | 26 | 21.7 | 15.1 | 8.1 | 2.5 | 14.1 |
| Temp. mín. media (°C) | -4.6 | -2.4 | 2.6 | 8.3 | 14.4 | 19.6 | 21.7 | 20.7 | 16.1 | 9.5 | 3 | -1.9 | 8.9 |
| Temp. mín. abs. (°C) | -30 | -27.8 | -20.6 | -6.7 | -0.6 | 6.1 | 10.6 | 8.3 | 0 | -6.1 | -17.2 | -26.7 | -30 |
| Precipitación total (mm) | 65.8 | 56.6 | 88.9 | 120.1 | 122.4 | 114 | 99.8 | 85.9 | 75.2 | 80 | 86.9 | 63.5 | 1059.2 |
| Nevadas (cm) | 14.5 | 10.9 | 5.8 | 0.5 | 0 | 0 | 0 | 0 | 0 | 0 | 2.3 | 8.1 | 42.2 |
| Días de precipitaciones (≥ 0.2 mm)                                                                                                 | 9.3 | 8.7 | 10.8 | 11.5 | 12.6 | 9.8 | 8.9 | 8.4 | 7.3 | 8.5 | 9.0 | 9.0 | 113.8 |
| Días de nevadas (≥ 0.2 cm) | 4.7 | 3.9 | 1.7 | 0.2 | 0.0 | 0.0 | 0.0 | 0.0 | 0.0 | 0.0 | 0.8 | 3.2 | 14.5 |
| Horas de sol | 161.2 | 158.3 | 198.3 | 223.5 | 266.5 | 291.9 | 308.9 | 269.8 | 236.1 | 208.4 | 140.9 | 129.9 | 2593.7 |
| Humedad relativa (%) | 73.0 | 72.0 | 68.3 | 63.5 | 66.5 | 67.1 | 68.0 | 70.0 | 71.6 | 68.7 | 72.2 | 75.8 | 69.7 |
| Fuente: NOAA (humedad y horas de sol 1961−1990)                                                                                    | | | | | | | | | | | | | |

### Arquitectura

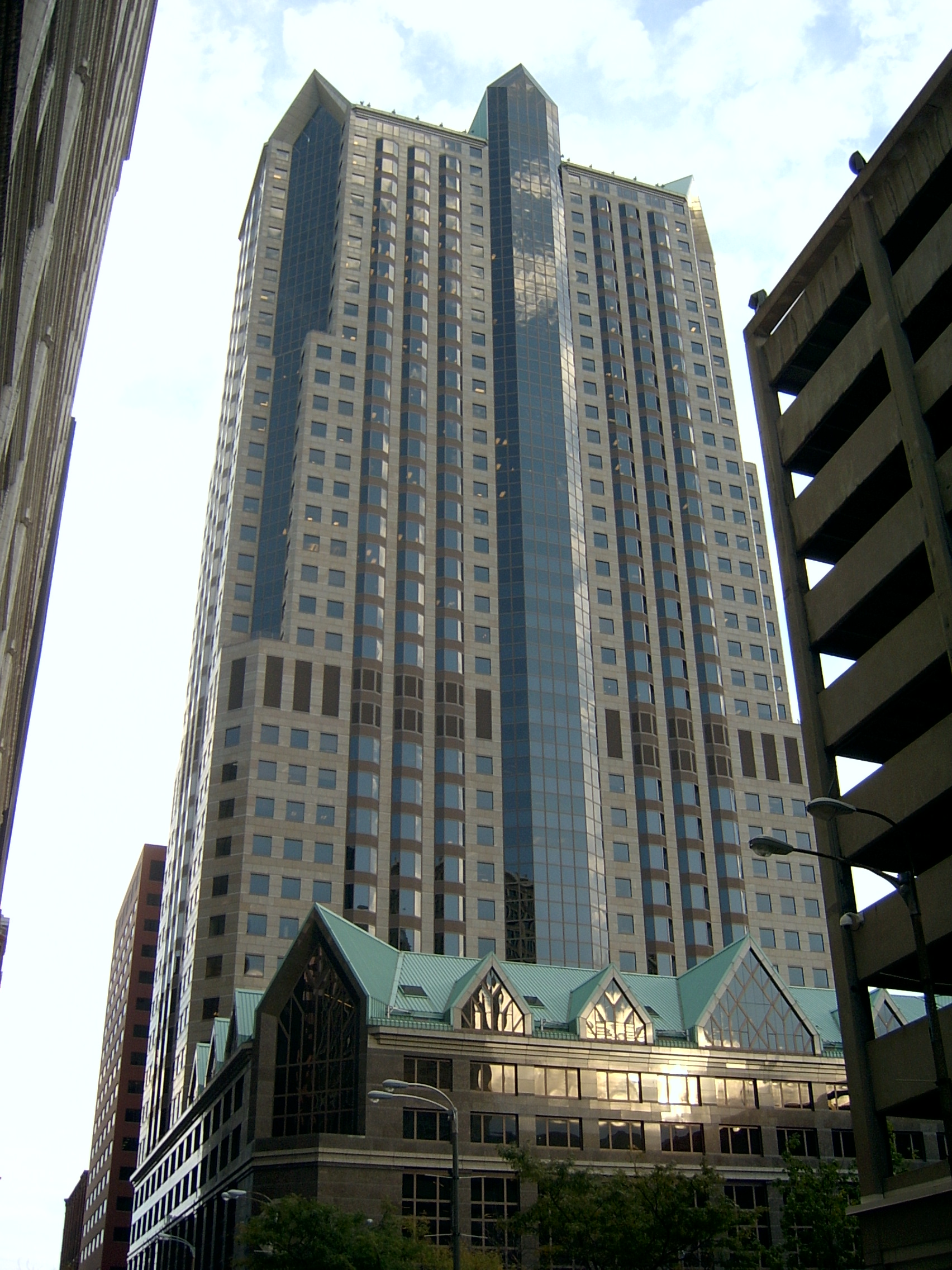
El One Metropolitan Square es la estructura habitable más alta de San Luis y la segunda más alta de Misuri.

La arquitectura de San Luis exhibe una variedad de arquitectura comercial, residencial y monumental. San Luis es conocido por el Arco Gateway, el monumento más alto construido en los Estados Unidos con 190 metros. Las influencias arquitectónicas reflejadas en el área incluyen estilos arquitectónicos colonial francés, alemán, estadounidense y moderno. El Arco rinde homenaje a Thomas Jefferson y la posición de San Luis como puerta de entrada al Oeste de Estados Unidos. La construcción de ese monumento supuso la demolición de 323 749 m² de edificios frente al río, muchos de ellos de arquitectura en hierro con valor histórico.
Algunos rascacielos comerciales posmodernos notables se construyeron en el centro de la ciudad en las décadas de 1970 y 1980, incluido el One US Bank Plaza (1976), el One AT&T Center (1986) y el One Metropolitan Square (1989), que es el edificio más alto de San Luis. One US Bank Plaza, la sede local de US Bancorp, fue construida para la Corporación Mercantil en el estilo expresionista estructural, enfatizando la estructura de acero del edificio.
Durante la década de 1990, San Luis vio la construcción del palacio de justicia más grande de los Estados Unidos por área, el Palacio de Justicia de los Estados Unidos Thomas F. Eagleton (terminado en 2000). Este alberga el Tribunal de Distrito de los Estados Unidos para el Distrito Este de Misuri y el Tribunal de Apelaciones de los Estados Unidos para el Octavo Circuito. Los edificios de gran altura más recientes en San Luis son el One Hundred y el One Cardinal Way. ambos de 2020.

## Demografía
Según el censo del año 2010, hay 319 294 personas, 142 057 hogares, y 67 488 familias en la ciudad. La densidad de población es de 1990,6 habitantes/km² (5158,2hab./milla²). La conformación racial de la ciudad es de 49.2% afroestadounidenses, 43,9% blancos (el 42,2% no es de origen latino), 2,9% asiáticos, 0,3% amerindios, y 2,4% de dos o más razas. El 3,5% de la población está conformado por hispanos o latinos (de cualquier raza).La distribución de edad es: 24% entre 0 y 19 años, 9% entre 20 y 24, 31% desde 25 a 44, 25% entre 45 y 64, y 11% 65 o más. La edad media es 34 años. En 2000, el ingreso medio de un hogar era de $29 156, y para una familia $32 585. Los hombres tenían un ingreso medio de $31 106, y las mujeres $26 987. La renta per cápita era de $18 108.
Durante la segunda mitad del siglo XX la ciudad sufrió una importante contracción demográfica. Hoy su clasificación poblacional ha caído al puesto 60 y se ha convertido en la quinta ciudad más pobre del país. En 1940, esta era la octava ciudad más grande de Estados Unidos, pero en los años 2020 su clasificación poblacional cayó al puesto 60 y St. Louis se convirtió en la quinta ciudad más pobre del país.

## Deportes

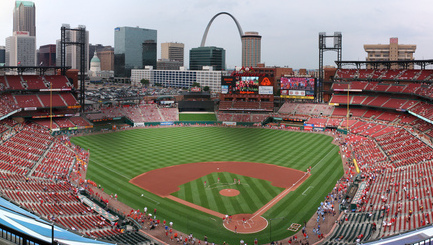
El Busch Stadium, sede de los Cardenales de San Luis

San Luis es conocida como la «Ciudad del béisbol» en los Estados Unidos. La ciudad fue conocida como la mejor ciudad deportiva en 2000. San Luis tiene dos importantes clubes: uno de béisbol, los Cardinals, y otro de hockey, los Blues.
Los Cardenales de San Luis es uno de los equipos de béisbol más antiguos de los Estados Unidos y ha ganado once campeonatos mundiales. Es el segundo mejor equipo de la historia (de todos los tiempos) después de los Yankees de Nueva York.
La ciudad de San Luis ha ganado trece campeonatos mundiales de deportes. Los Cardinals han ganado once, los Rams, que se mudaron a Los Ángeles, han ganado una «superbowl» (1999) al vencer a los Tennessee Titans y los Hawks de baloncesto, que se mudaron a Atlanta, han ganado uno en 1958. Los Blues han hecho veinticinco apariciones consecutivas en los playoffs y tres de las veinticinco fueron en las finales, ganando el campeonato (la Copa Stanley) en 2019. Además, es la ciudad natal del luchador en WWE Randy Orton y Matthew Korklan, conocido como Evan Bourne. Su recinto, el Scottrade Center, ha acogido numerosos pago por visión de la WWE, WWE Battleground edición 2015 el último de ellos.
| Equipo              | Deporte            | Liga                     | Estadio           |
| ------------------- | ------------------ | ------------------------ | ----------------- |
| St. Louis Blues     | Hockey sobre hielo | National Hockey League   | Enterprise Center |
| St. Louis Cardinals | Béisbol            | Grandes Ligas de Béisbol | Busch Stadium     |
| St. Louis City SC   | Fútbol             | Major League Soccer      | Citypark          |

San Luis acogió la III edición de los Juegos Olímpicos de Verano.

## Parques
La ciudad administra más de cien parques, con comodidades que incluyen instalaciones deportivas, áreas de conciertos, áreas de pícnic, y lagos. Forest Park, localizado en el borde oeste de la ciudad, es el parque más grande de San Luis. Otro parque importante es el Parque nacional Arco Gateway, localizado en la orilla del río en el centro de San Luis. Otros parques notables incluyen el Jardín Botánico de Misuri, el Tower Grove Park, y el Citygarden. Este último es un parque de esculturas urbano localizado en el centro de San Luis, con arte de Fernand Léger, Aristide Maillol, Julian Opie, Tom Otterness, Niki de Saint Phalle, y Mark Di Suvero. El parque está dividido en tres secciones, cada uno representa un tema diferente: acantilados de río, planicies aluviales, y jardines urbanos. En el parque también se encuentra un restaurante, el Terrace View.

## Educación

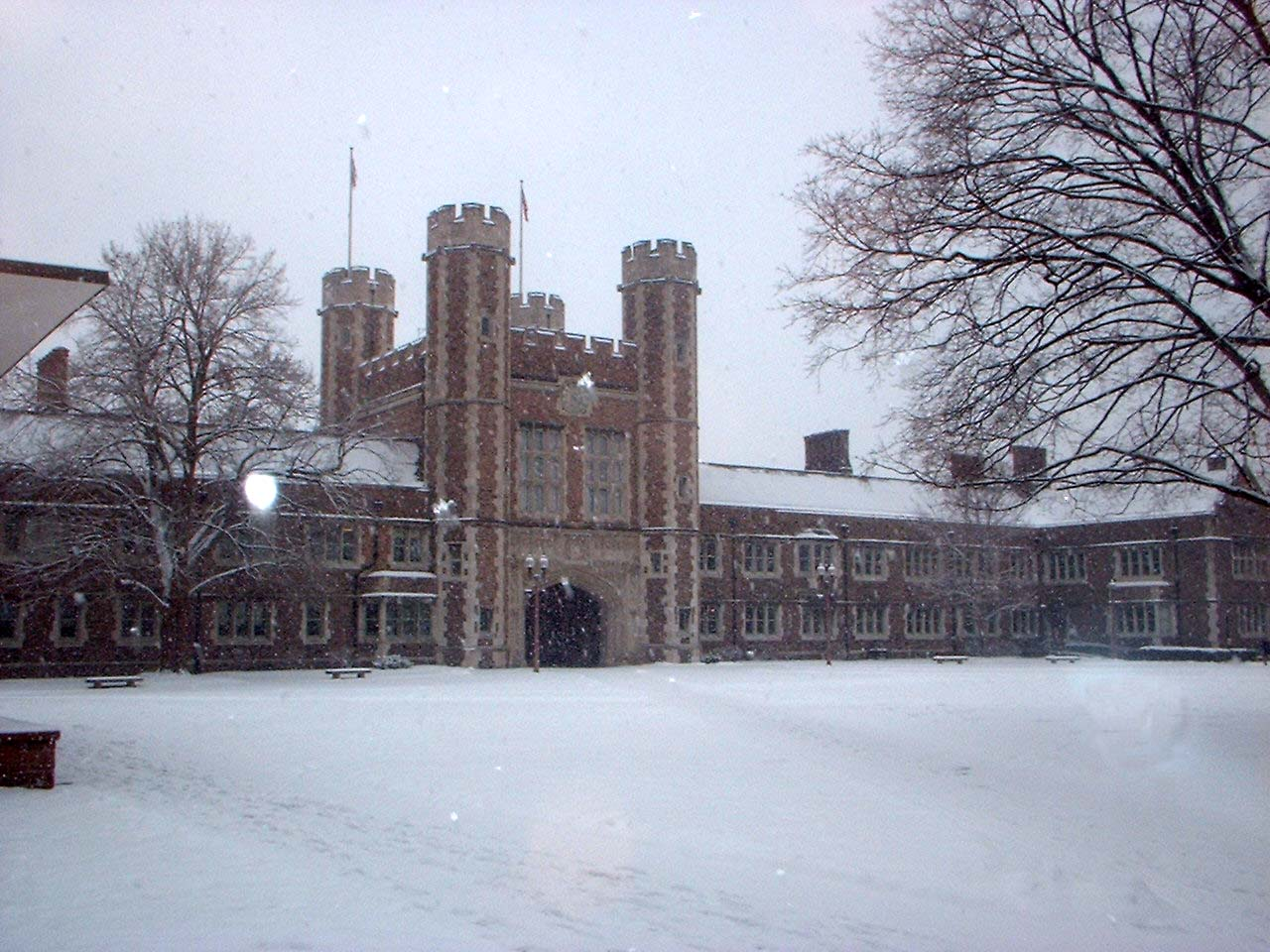
La Universidad de Washington en San Luis

La organización Escuelas Públicas de San Luis gestiona escuelas públicas. La ciudad de San Luis es la sede de dos universidades: la Universidad Washington en San Luis y la Universidad de San Luis.

## Transporte
La ciudad de San Luis está servida por cuatro autopistas y varias carreteras federales y estatales. Aunque no hay aeropuertos dentro de los límites de la ciudad, San Luis administra el Aeropuerto Internacional Lambert, localizado en el noroeste del condado de San Luis.

## Salud
San Luis es un centro de medicina y biotecnología. La Universidad Washington está afiliada con el hospital Barnes-Jewish, el quinto hospital más grande del mundo. La Escuela de Medicina también está afiliada con el Saint Louis Children's Hospital, uno de los hospitales pediátricos más importantes del país. Ambos hospitales son propiedad de BJC HealthCare.

## Medios de comunicación
El Saint Louis Post-Dispatch es el diario más importante de la región. Otros periódicos de San Luis incluyen el Suburban Journals, que sirve partes del condado de San Luis, mientras que el periódico alternativo es el Riverfront Times. Tres periódicos semanales sirven a la comunidad afroestadounidense: el Saint Louis Argus, el Saint Louis American, y el Saint Louis Sentinel. La revista local mensual Saint Louis Magazine cubre temas como la historia local, cocina y modos de vida, mientras que el semanal Saint Louis Business Journal incluye reportajes de las noticias económicas locales. Además San Luis está servido por un periódico en línea, el Saint Louis Beacon.

## Galería

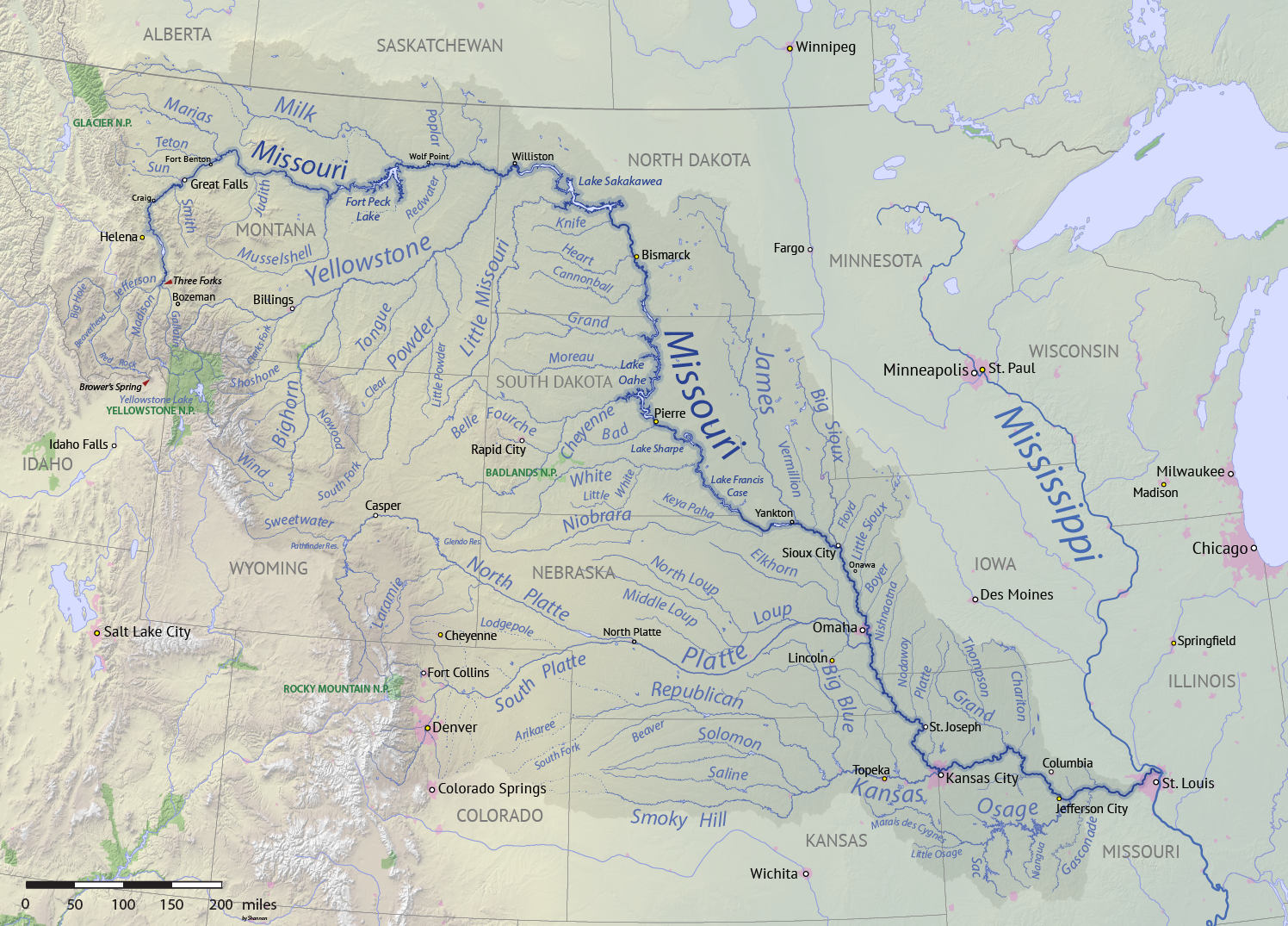
San Luis en mapa del río Misuri
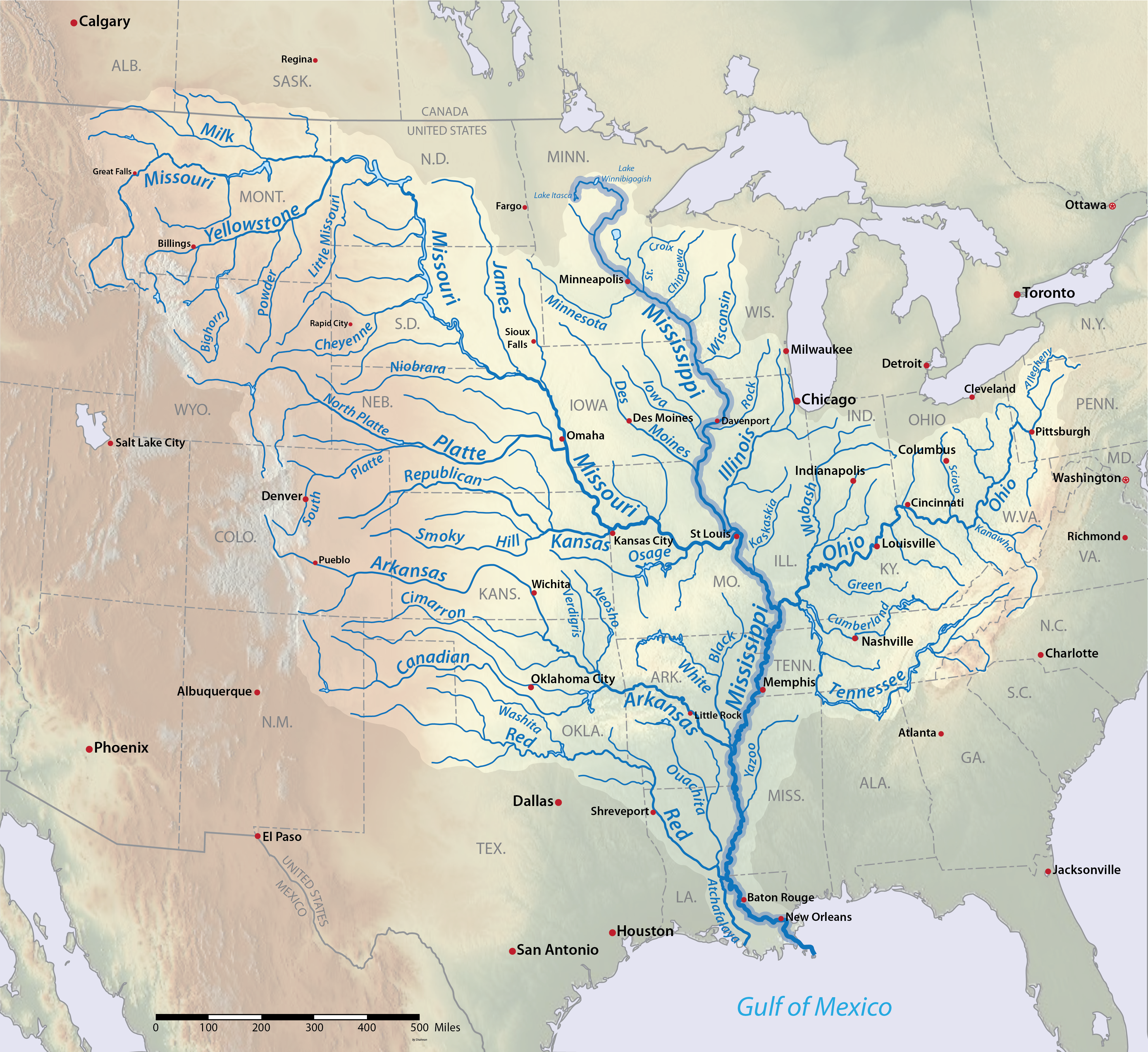
San Luis en la cuenca del Misisipi
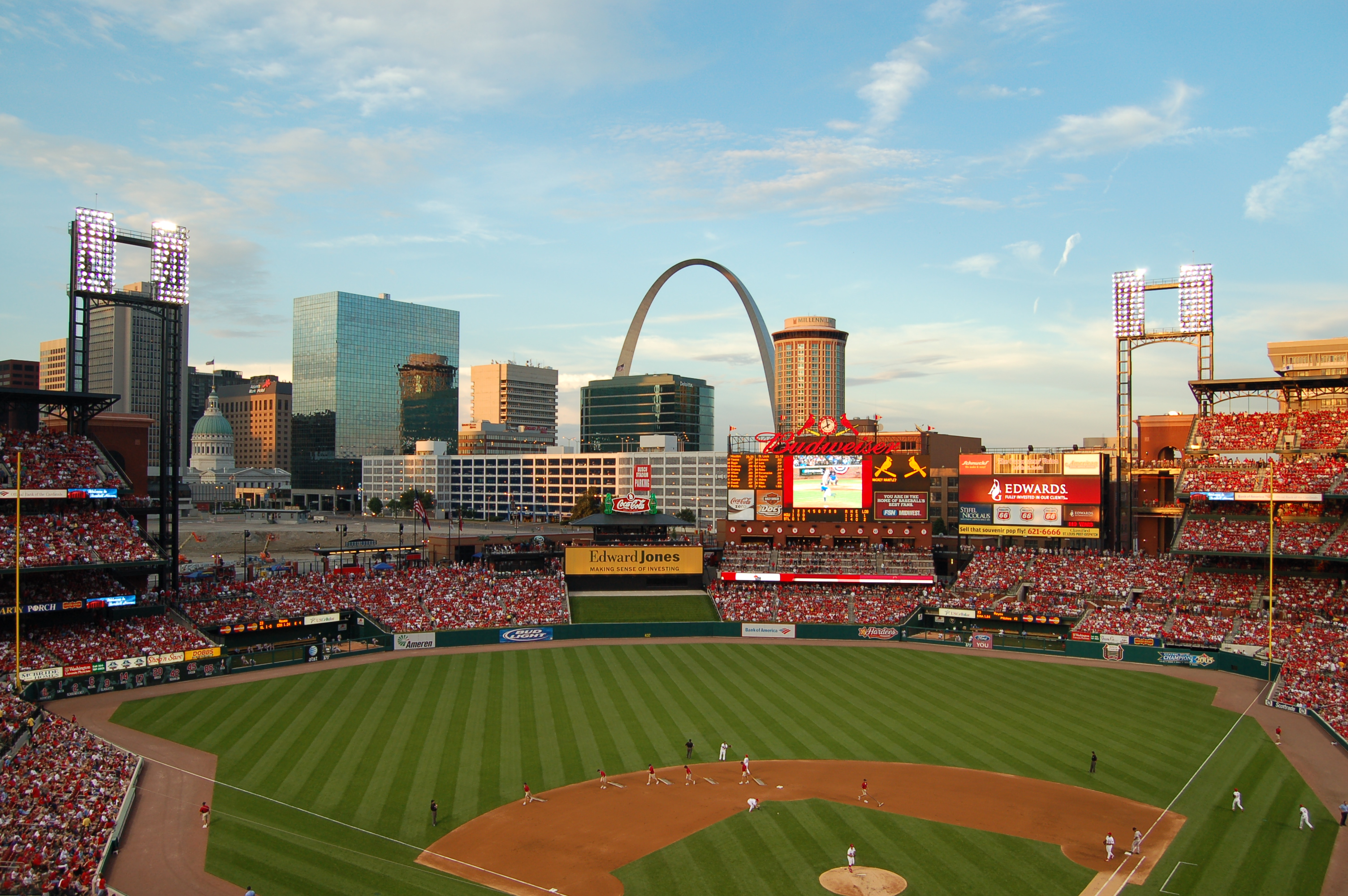
El Busch Stadium, sede del Saint Louis Cardinals
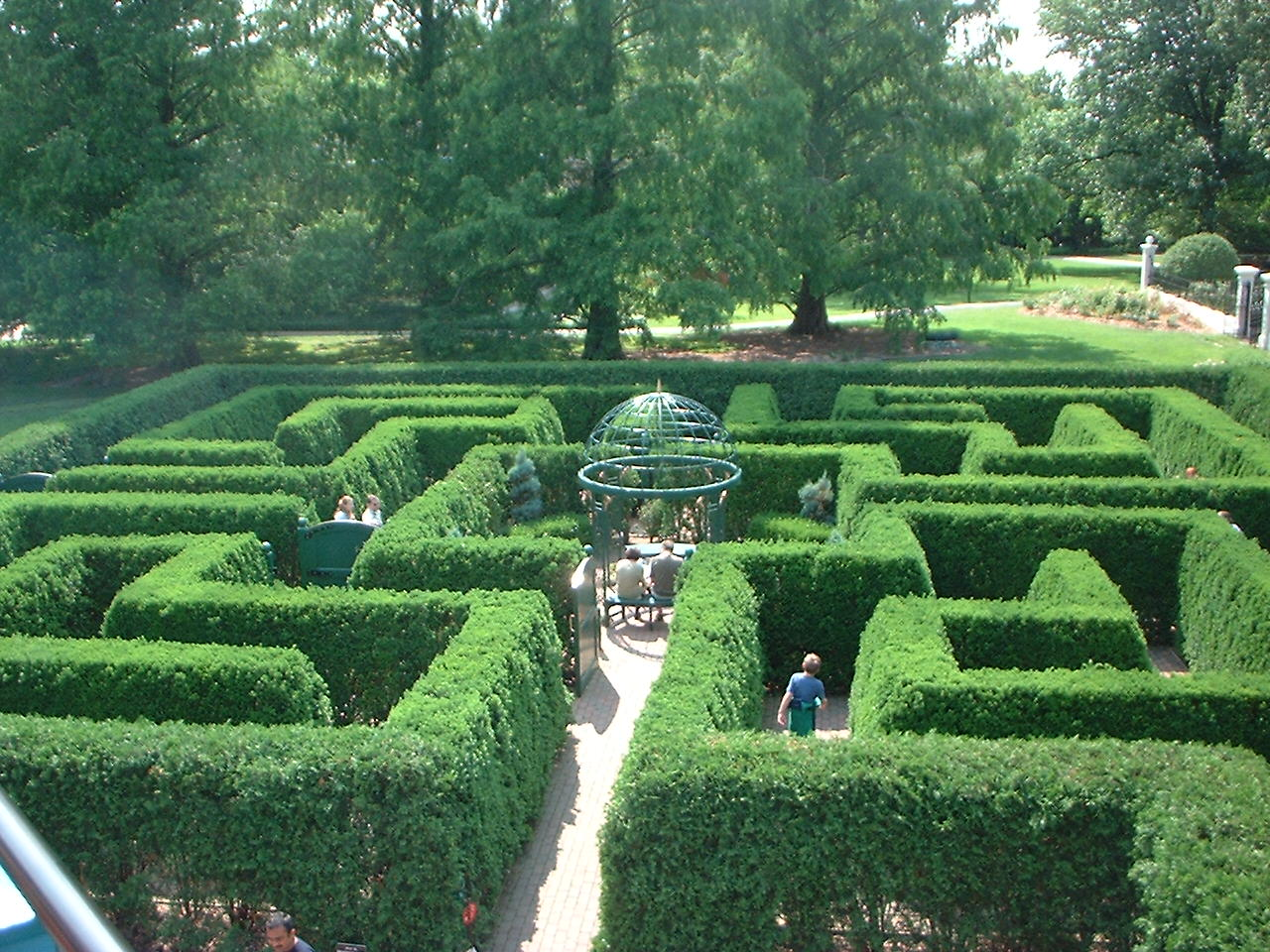
Jardín Botánico de Misuri, San Luis
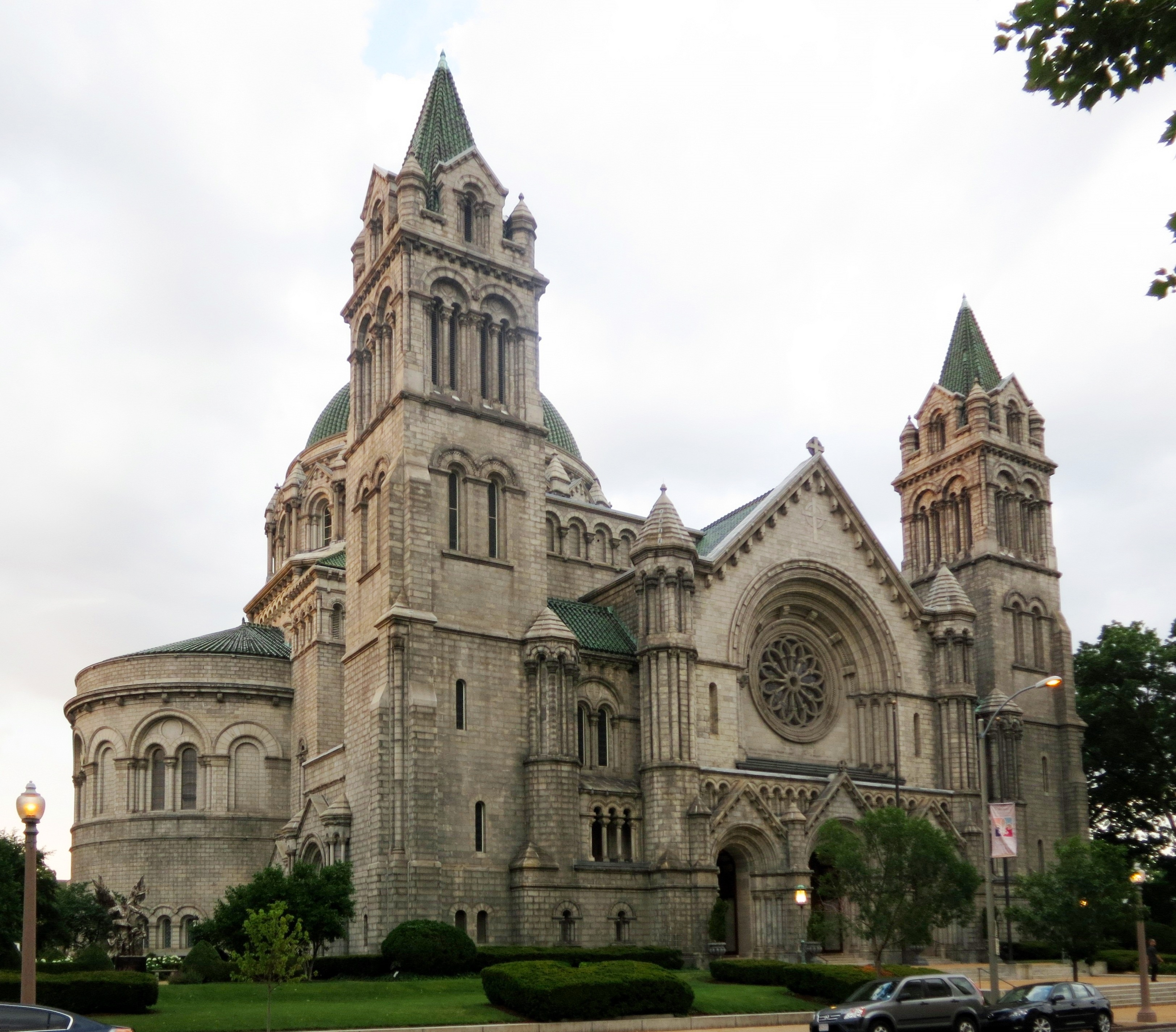
Catedral Basílica de San Luis

## Ciudades hermanadas
San Luis tiene hermanadas quince ciudades, según consta en el Sister Cities International:
| - San Luis Potosí, México - Bolonia (Italia). - Brčko (Bosnia y Herzegovina). - Donegal (República de Irlanda). - Galway (República de Irlanda). - Bogor (Indonesia). - Lyon (Francia). - Nankín (República Popular China). | - Georgetown (Guyana). - Saint Louis (Senegal). - Samara (Rusia). - Stuttgart (Alemania). - Suwa (Japón). - Szczecin (Polonia). |

| Predecesor: París | Ciudad Olímpica 1904 | Sucesor: Londres |

## San Luis en la cultura popular
- El Arco Gateway puede verse en el duodécimo episodio de la temporada vigesimosegunda de Los Simpson, Homer el padre.
- La serie de ciencia ficción Defiance transcurre en una hipotética y futura San Luis.
- En la serie de libros de Percy Jackson, escrita por Rick Riordan. En el primer libro El ladrón del rayo, los protagonistas tienen un enfrentamiento con Equidna y la Quimera en el Arco Gateway.
- En la adaptación televisiva de Percy Jackson de Disney en el capítulo 4 Los protagonistas tienen un enfrentamiento con Equidna y la Quimera en el Arco Gateway.